# Molières (Mayenne)
Pour les articles homonymes, voir Molières.
Molières est un hameau de la commune française de Chemazé située dans le département de la Mayenne et la région Pays de la Loire.

## Lieux et monuments
- L'église Saint-Pierre du XIIe siècle où une messe est célébrée chaque année.
- Le presbytère datant du XVIIIe siècle situé juste derrière l'église.
- Le château du XIIe siècle situé à côté de l'hippodrome.
- L'hippodrome où se déroulent chaque année les fameuses courses de Molières réputées dans l'ensemble du sud-Mayenne.
- Le lavoir
- Le château de Gastines

## Personnalités liées
- Il existait en 1600 une Église réformée dont le pasteur Étienne Bernard était aussi celui de l'Église réformée de Laval.
- Henri de Crozé de Clesmes, maire de Chemazé de 1952 à 1985, commune englobant le hameau de Molières, demeurant au manoir de Molières qu'il fit en grande partie restaurer. Il meurt le 11 juin 1988 et est inhumé dans le cimetière de Molières.